# Dringhouses
Dringhouses är en stadsdel i York, i kommunen City of York, i grevskapet North Yorkshire, i England. Dringhouses var en civil parish från 1866 till 1894 då den blev en del av Dringhouses Within och Dringhouses Without. Civil parish hade 647 invånare år 1891.